# 미역수염
미역수염은 대한민국의 록 밴드이다. 2014년 결성되었으며 최지훈, 정주이, 이완기, 반재현으로 구성되어 있다. 현재까지 ep 1장과 두개의 정규 음반을 발매했으며, 1집 Bombora는 한국대중음악상에서 최우수 메탈 & 하드코어 음반에 후보로 선정되었다. 2024년 11월에 발매한 2집 “2”는 2025년 제22회 한국대중음악상 최우수 메탈&하드코어 음반상을 수상하였다.

## 음반 목록

### 정규 음반
- Bombora (2022)
- 2 (2024)

### EP
- The Whistle (2016)